# Parcul Național Zahamena
Parcul Național Zahamena este un parc național din Madagascar. Înființată în 1997, acoperă o zonă de 423 kilometri pătrați (163,32 mi2) dintr-o arie protejată totală de 643 kilometri pătrați (248,26 mi2). Face parte din Situl Patrimoniului Mondial UNESCO, Pădurile tropicale din Atsinanana, înscris în 2007 și format din 13 zone specifice situate în opt parcuri naționale din partea de est a Madagascarului. În 2001, Bird Life International a evaluat avifauna a 112 specii, dintre care 67 de specii sunt exclusiv endemice în Madagascar.
Parcul este habitat pentru 112 specii de păsări, 46 de specii de reptile, 62 de specii de amfibieni și 48 de specii de mamifere, inclusiv 13 specii de lemuri. Grupurile etnice care locuiesc în zonă sunt în cea mai mare parte Betsimisaraka și Sihanak. Cele mai proeminente specii faunistice din parc sunt: Indri (babakoto), un lemur negru cu pete albe; bufniță roșie de Madagascar (Tyto soumagnei), cunoscută local sub numele de vorondolomena; katsatsaka (Paroedura masobe), un mic gecko; vulturul-șarpe din Madagascar (Eutriorchis astur), o specie amenințată; și newtonia cu coadă roșie (Newtonia fanovanae), o specie de păsări foarte frecventă în parc. Cele mai proeminente două specii florale endemice sunt Marattia boivinii (kobila) și Blotella coursii (fanjana malemy).